# Mauro Mendonça
Mauro Mendonça (Ubá, 2 de abril de 1931) é um ator brasileiro.
É casado desde 1959 com a atriz Rosamaria Murtinho, com quem tem três filhos: O diretor Mauro Mendonça Filho, Rodrigo Mendonça e jPMendonça.
Em 1976 estrelou ao lado de Sônia Braga e José Wilker o filme Dona Flor e Seus Dois Maridos baseado na obra de Jorge Amado, no papel de Dr. Teodoro Madureira, o "marido vivo" de Dona Flor. O filme foi gravado no famoso bairro do Pelourinho na Bahia e foi uma das maiores bilheterias do ano, ganhando também diversos prêmios. Em dezembro de 2016 ganhou o Troféu Mário Lago juntamente com sua esposa Rosamaria Murtinho.

## Biografia
Mauro estudou no Conservatório Nacional de Teatro.
Casou com a atriz Rosamaria Murtinho em 1959, e com ela teve três filhos: Mauro Mendonça Filho,  e João Paulo Mendonça.
Em 1985, Mauro estrelou um comercial de prevenção ao câncer de mama e ao câncer de colo do útero, assim que terminou de fazer a telenovela A Gata Comeu, da Rede Globo.
A trajetória de meio século de carreira é relembrada em sua biografia, escrita pelo jornalista Renato Sérgio para a Série Perfil, da Coleção Aplauso, lançada em 2009 pela Imprensa Oficial do Estado de São Paulo.

## Filmografia

### Televisão
| Ano  | Título                                   | Personagem                                                 | Nota                           | Emissora       |
| ---- | ---------------------------------------- | ---------------------------------------------------------- | ------------------------------ | -------------- |
| 2016 | Êta Mundo Bom!                           | Inácio Xavier (Dr. Inácio)                                 |                                | Rede Globo     |
| 2012 | Gabriela                                 | Manoel das Onças                                           |                                | Rede Globo     |
| 2012 | As Brasileiras                           | Seu Jonas                                                  | Episódio: "A Mascarada do ABC" | Rede Globo     |
| 2010 | Ti Ti Ti                                 | Giancarlo Villa                                            |                                | Rede Globo     |
| 2010 | Passione                                 | Eugênio Gouveia                                            | Episódio: "17 de maio"         | Rede Globo     |
| 2009 | Paraíso                                  | Antero Godói                                               |                                | Rede Globo     |
| 2008 | A Favorita                               | Gonçalo Fontini                                            |                                | Rede Globo     |
| 2007 | Toma Lá, Dá Cá                           | Coronel Pavão                                              | Episódio: "O Sequestro"        | Rede Globo     |
| 2006 | O Profeta                                | Francisco Gomes                                            |                                | Rede Globo     |
| 2005 | Bang Bang                                | Paul Jonathan Bullock                                      |                                | Rede Globo     |
| 2004 | Cabocla                                  | Manuel Justino Caldas (Coronel Justino)                    |                                | Rede Globo     |
| 2004 | Um Só Coração                            | Bento Crispino Macedo                                      |                                | Rede Globo     |
| 2003 | Malhação                                 | Osvaldo Martins                                            |                                | Rede Globo     |
| 2003 | Kubanacan                                | Sandoval Gutierrez                                         |                                | Rede Globo     |
| 2002 | O Quinto dos Infernos                    | Dom José I                                                 |                                | Rede Globo     |
| 2000 | Brava Gente                              | Vários personagens                                         |                                | Rede Globo     |
| 2000 | A Muralha                                | Dom Braz Olinto                                            |                                | Rede Globo     |
| 1998 | Meu Bem Querer                           | Bilac Maciel (Pastor Bilac)                                |                                | Rede Globo     |
| 1997 | Anjo Mau                                 | Rui Ferreto Novaes                                         |                                | Rede Globo     |
| 1996 | Anjo de Mim                              | José Balbino Torres                                        |                                | Rede Globo     |
| 1996 | O Fim do Mundo                           | Paulo Carvalhal (Dr. Paulo)                                |                                | Rede Globo     |
| 1996 | A Vida como Ela É...                     | Vários personagens                                         |                                | Rede Globo     |
| 1995 | Cara & Coroa                             | Kleber Villar                                              |                                | Rede Globo     |
| 1995 | A Próxima Vítima                         | Otávio Bueno                                               |                                | Rede Globo     |
| 1995 | Engraçadinha: Seus Amores e Seus Pecados | Benedito Valadares (Governador Valadares)                  |                                | Rede Globo     |
| 1994 | Incidente em Antares                     | Germiniano Ramos                                           |                                | Rede Globo     |
| 1993 | Sonho Meu                                | Carlos Gonzaga Lopes (Seu Caio)                            |                                | Rede Globo     |
| 1993 | O Mapa da Mina                           | Rodolfo Torres de Almeida                                  |                                | Rede Globo     |
| 1992 | Despedida de Solteiro                    | Sirineo Salgado (Sirineo, o Farfan)                        |                                | Rede Globo     |
| 1990 | Lua Cheia de Amor                        | Maurício Ricardo Teixeira                                  |                                | Rede Globo     |
| 1990 | A, E, I, O... Urca                       | Damasceno de Assis (Ministro Damasceno)                    |                                | Rede Globo     |
| 1990 | Mico Preto                               | Honório Freitas Aragão                                     |                                | Rede Globo     |
| 1990 | Meu Bem, Meu Mal                         | Francisco Mariano (Padre Francisco)                        |                                | Rede Globo     |
| 1989 | República                                | Benjamin Constant Botelho de Magalhães (Benjamin Constant) |                                | Rede Globo     |
| 1988 | Vida Nova                                | Antenor Lemos Bastos (Coronel Antenor)                     |                                | Rede Globo     |
| 1988 | Bebê a Bordo                             | Favale                                                     | Participação Especial          | Rede Globo     |
| 1987 | Mandala                                  | Adroaldo Oliveira Rocha                                    |                                | Rede Globo     |
| 1986 | Sinhá Moça                               | Geraldo Fontes (Dr. Fontes)                                |                                | Rede Globo     |
| 1985 | A Gata Comeu                             | Horácio Penteado                                           |                                | Rede Globo     |
| 1983 | Champagne                                | Jurandir Pereira Martins                                   |                                | Rede Globo     |
| 1983 | Louco Amor                               | André Dumont (Embaixador Dumont)                           |                                | Rede Globo     |
| 1983 | Moinhos de Vento                         | Fausto Arantes                                             |                                | Rede Globo     |
| 1982 | Elas por Elas                            | Átila Lopes Pereira                                        | Episódios: "10–11 de maio"     | Rede Globo     |
| 1981 | Jogo da Vida                             | Álvaro Pires Camargo                                       |                                | Rede Globo     |
| 1980 | As Três Marias                           | Conrado Prado Amaral                                       |                                | Rede Globo     |
| 1980 | Água Viva                                | Evaldo Fragoso Neves                                       |                                | Rede Globo     |
| 1979 | Feijão Maravilha                         | Mr. Ziegfield                                              |                                | Rede Globo     |
| 1978 | Dancin' Days                             | Arthur Meireles Steiner                                    |                                | Rede Globo     |
| 1978 | Ciranda, Cirandinha                      | Ele mesmo                                                  | participação especial          | Rede Globo     |
| 1978 | Te Contei?                               | Rogério Mendonça                                           |                                | Rede Globo     |
| 1977 | Espelho Mágico                           | Nelson Novaes                                              |                                | Rede Globo     |
| 1976 | Estúpido Cupido                          | Armando Siqueira (Dr. Armando/Tom Mix)                     |                                | Rede Globo     |
| 1974 | O Rebu                                   | Álvaro Rezende                                             |                                | Rede Globo     |
| 1974 | O Espigão                                | Donatello Faria Moura                                      |                                | Rede Globo     |
| 1973 | Carinhoso                                | Vicente Costa Amorim                                       |                                | Rede Globo     |
| 1972 | Na Idade do Lobo                         | Eduardo Toledo Rodrigues                                   |                                | Rede Tupi      |
| 1972 | O Príncipe e o Mendigo                   | Jhon Canty                                                 |                                | Rede Record    |
| 1971 | Quarenta Anos Depois                     | Xavier Salvador Lorenço (Salvador)                         |                                | Rede Record    |
| 1971 | Editora Mayo, Bom Dia                    | Matheus Prado Carvalho                                     |                                | Rede Record    |
| 1969 | Sangue do Meu Sangue                     | Giorgio de La Fontana (Conde Giorgio)                      |                                | Rede Excelsior |
| 1968 | A Muralha                                | Dom Braz Olinto                                            |                                | Rede Excelsior |
| 1967 | Os Fantoches                             | Arlindo Carlos de Sousa                                    |                                | Rede Excelsior |
| 1964 | Uma Sombra em Minha Vida                 | Reinaldo Tavares Martino                                   |                                | Rede Excelsior |
| 1964 | Ambição                                  | Ulisess Freitas Aguiar                                     |                                | Rede Excelsior |
| 1963 | Corações em Conflito                     | Rodolfo do Amaral Castro                                   |                                | Rede Excelsior |

### Cinema
| Ano  | Título                        |
| ---- | ----------------------------- |
| 2016 | Tô Ryca                       |
| 2015 | Dois                          |
| 2004 | Redentor                      |
| 2003 | Didi, o Cupido Trapalhão      |
| 2003 | Benjamim                      |
| 1991 | A Grande Arte                 |
| 1989 | Kuarup                        |
| 1988 | Natal da Portela              |
| 1983 | Doce Delírio                  |
| 1982 | Amor Estranho Amor            |
| 1978 | Nos Embalos de Ipanema        |
| 1976 | Dona Flor e Seus Dois Maridos |
| 1973 | Maria… Sempre Maria           |
| 1973 | O Descarte                    |
| 1964 | Seara Vermelha                |
| 1960 | Dona Violante Miranda         |
| 1957 | Uma Certa Lucrécia            |
| 1955 | Rio, 40 Graus                 |
| 1954 | O petróleo é nosso            |
| 1954 | Carnaval em Caxias            |